# Wolvercote Cemetery

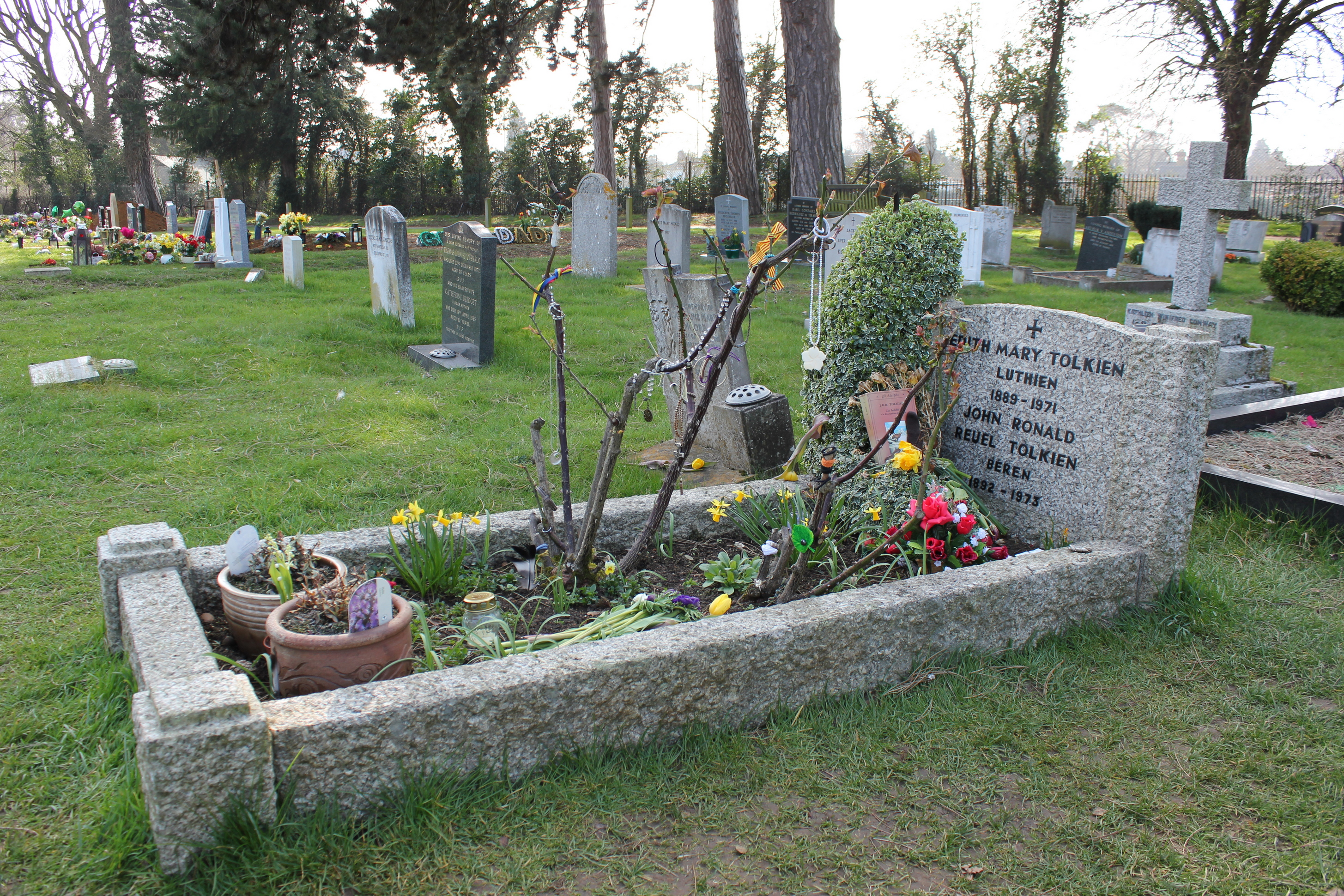
Das Grab von J. R. R. Tolkien und seiner Frau Edith im Wolvercote Cemetery

Wolvercote Cemetery ist ein englischer Friedhof nahe Wolvercote, einem nördlichen Vorort von Oxford.
Die Anlage des Wolvercote Cemetery ist in Distrikte aufgeteilt, wodurch die Gräber von Juden, Moslems, Bahá'í sowie verschiedener christlicher Konfessionen räumlich getrennt sind. Viele Russen, Polen und andere Osteuropäer, die zu keiner der Oxforder Kirchengemeinden gehörten, sind hier bestattet. Auch heute ist der Friedhofsbetrieb aktiv; der Friedhof umfasst etwa 15.000 Gräber. 1999 und 2001 erhielt der Friedhof eine Auszeichnung der Cemetery of the Year Competition.

## Gräber von bekannten Personen
Im Wolvercote Cemetery befinden sich viele Gräber von Akademikern der University of Oxford. Hier eine Auswahl bekannter Personen, die im Wolvercote Cemetery bestattet sind:
- Isaiah Berlin (1909–1997), Philosoph
- Edmund John Bowen (1898–1980), Chemiker
- Thomas Chapman, 7. Baronet Chapman von Killua Castle und Sarah Junner, Eltern des Archäologen, Geheimagenten und Schriftstellers T. E. Lawrence („Lawrence von Arabien“)
- William Cohn (1880–1961), deutsch-britischer Kunsthistoriker und Sinologe
- Albert Hourani (1915–1993), Gelehrter der Geschichte des mittleren Ostens
- Elizabeth Jennings (1926–2001), Dichterin
- Peter Laslett (1915–2001), Historiker
- James Legge (1815–1897), schottischer Sinologe und erster Professor der chinesischen Sprache an der Universität Oxford
- Eleanor Constance Lodge (1869–1936), Historiker
- Paul Maas (1880–1964), deutscher Altphilologe und Byzantinist
- James Murray (1837–1915), Lexikograf und Philologe, Chefeditor des Oxford English Dictionary
- Dimitri Obolensky (1918–2001), russischer Prinz und Professor an der Universität Oxford
- John Stokes (1915–1990), Principal des Queen’s College in Hongkong
- J. R. R. Tolkien (1892–1973), Schriftsteller und Philologe, zusammen mit seiner Frau Edith
- John Francis Reuel Tolkien (1917–2003), ältester Sohn von J. R. R. Tolkien, römisch-katholischer Priester[2]